# George Kruger Gray
 (octobre 2021).
Si vous disposez d'ouvrages ou d'articles de référence ou si vous connaissez des sites web de qualité traitant du thème abordé ici, merci de compléter l'article en donnant les références utiles à sa vérifiabilité et en les liant à la section « Notes et références ».
George Kruger Gray, né le 25 décembre 1880 et mort le 2 mai 1943, est un artiste anglais, dont on se souvient surtout pour ses dessins de pièces de monnaie et de vitraux.

## Biographie
Kruger est né en 1880 au 126 Kensington Park Road, à Londres, fils d'un marchand de Jersey, et a été baptisé George Edward Kruger à Kensington. Il fréquentait l'école de garçons de Merchant Taylors à Crosby et, en juillet 1893, il fut dramatiquement sauvé de la plage de Crosby par Eyton Owen, un maître d'école d'une autre école, lors d'un incident tragique au cours duquel son frère aîné et leur ami, garçons de jour chez Merchant Taylors, furent noyés. Il a fait ses études supérieures à la Bath School of Art (aujourd'hui Bath School of Art and Design, un département de l'université de Bath Spa). Il y obtient une bourse d'études pour le Royal College of Art de Londres, d'où il sort avec un diplôme en design sous son nom de naissance, George Edward Kruger. À partir de 1905, il expose des aquarelles à la Royal Academy, se spécialisant dans les paysages, les études florales et les portraits. Pendant la Première Guerre mondiale, Kruger a servi avec les Artists Rifles, et une unité de camouflage des Royal Engineers qui était spécialisée dans la dissimulation d'objets militaires et la fabrication d'objets factices pour semer la confusion dans les rangs des forces ennemies. En 1918, à la suite de son mariage avec (Frances) Audrey Gordon Gray, il changea son nom en George Kruger Gray. Ils eurent un fils, Douglas, en octobre 1920. Après la guerre, il a poursuivi sa carrière d'artiste. En 1923, il expose ses œuvres numismatiques à la Royal Academy of Arts, ce qui lui vaut une réputation considérable dans ce domaine, et devient un "entrepreneur privilégié" de la Monnaie royale, concevant des pièces pour la Grande-Bretagne, ainsi que pour d'autres parties de l'Empire. En 1938, il est devenu commandant de l'Ordre de l'Empire britannique (CBE). Bien que plus connu pour la conception d'objets numismatiques, il a également conçu et réalisé des vitraux pour des églises, des universités et autres. Il a également illustré des livres, réalisé des affiches et des dessins animés. Kruger Gray meurt à Chichester, dans le West Sussex, le 2 mai 1943. Il est enterré dans le cimetière de l'église St Mary, à Fittleworth, Chichester.